# Patrick Huybreghts
Patrick Huybreghts is een Belgische 4x4- en powerboatracer.

## Levensloop
In 1985 nam hij deel aan Paris-Dakar met Alois De Bievre als copiloot in een Toyota Hi-Lux met als deelnemersnummer 497. De Brasschatenaar nam in totaal negenmaal deel aan de wedstrijd. Ook was hij actief als 4x4-racer.
In 2009 nam hij samen met Marc Sluszny (navigator) en Micha Robijn (piloot) met de Spirit of Belgium deel aan het Powerboat P1 Wereldkampioenschap, het WK voor Offshore-boten met een vermogen tot 1.700 pk. Huybreghts was throttleman en kapitein, teammanager was Filip Van Vlem. De eerste race van deze wedstrijd vond plaats te Malta. Het team slaagde erin de 4de chrono-tijd te behalen, in de feitelijke wedstrijd haalden ze met een derde plaats het podium. De tweede manche van de wedstrijd vond plaats op de Bosporus te Istanboel (Turkije). Tijdens de manche in Göteborg (Zweden) zette ze hun beste prestatie van dat jaar neer, met een twee plaats. Ze eindigden het kampioenschap met moterpech in de laatste manche in. Hierdoor strandde ze op de vierde plaats in het eindklassement, op enkele punten van het podium.
In 2010 vormde hij een team met de Britse pilote en tweevoudig Europees kampioene Shelly Jory-Leigh. Hun eerste wedstrijd als team vond plaats tijdens de Grand Prix of the Sea te Split (Kroatië). Het WK ging dat jaar van start op de Zwarte Zee in de buurt van Jalta (Krim), waar het team tweedes finishte. Die plaats konden ze ook na de manche te Malta behouden. Tijdens de kwalificatiesessies behaalde het team de tweede positie. Tijdens de daarop volgende wedstrijd werden ze tweede. Tijdens de zondags-wedstrijd sloeg het noodlot toe en werd Jory-Leigh uit de boot geslingerd. In de derde wedstrijd van het kampioenschap, in Sardinië, liep het opnieuw fout. Toen hun boot een 'freak wave' raakte, brak een stuk van het schip af en werd Huybreghts met een snelheid van 145 km/u weggekatapulteerd. Hij kwam circa 100 ft verder bewusteloos in het vaarwater van zijn concurrenten. Hij hield er enkele hoofdwondes en een luxatie van de schouder aan over. Ook Jory-Leigh werd gewond en brak haar neus. Beide overleefden ze de crash.